# Leonzio (metropolita di Kiev)
Leonzio (in russo Леонтий?) (Grecia, ... – Rus' di Kiev, 1008) fu il secondo vescovo metropolita di Kiev dal 992 alla morte.
Fu sepolto nella chiesa delle Decime (ora distrutta) a Kiev.

## Dibattito sul nome
Sul suo nome (che è un nome greco) è aperto un dibattito, in quanto Leonzio è stato ricostruito dopo una serie di congetture. Infatti venne unito il nome trovato in un antico testo greco dell'epoca ("Λέоντоς μητρоπоλίτоυ Рωσίας", 'Leonzio metropolita di Russia') col nome dell'allora vescovo di Perejaslav, appunto Leonzio, e perciò esso venne usato per il metropolita di Kiev.